# FRIDAY SPECIAL BAYSIDE SHOCK
FRIDAY SPECIAL BAYSIDE SHOCKは、2017年10月6日から毎週金曜日12時〜16時、ベイサイドプレイス博多ゾンクホテルスタジオから生放送しているラジオ番組。
番組コンセプトは、「合計200キロオーバー!食べること大好きな2人がおいしい話題満載でお送りします。」

## ナビゲーター
- honey
- とんこっちゃんふじ子
  - 第1子出産のため2021年7月23日から12月まで休演。2022年1月7日の放送より復帰。

### 代打ナビゲーター
- そよかぜましお
- 土居祥平（2021年7月30日）
- 上野聖和
- かごしま太郎
- チムニー
- 坂口カンナ（2022年9月2日、12月16日）
- コウズマユウタ（2017年10月20日）

## 主なコーナー

### 現在
Mr.ちんすこうの今週のショッキングニュース
Vege Shock
こんな店ならたまに行く
フィッシュボーンキラー
GUEST SHOCK(不定期）

### 過去
ネクステージヒーロー